# Hiszpański szyk bojowy
Zasugerowano, aby zintegrować ten artykuł z artykułem Tercios. Nie opisano powodu propozycji integracji.
Hiszpański szyk bojowy – szyk bojowy piechoty hiszpańskiej w XVI wieku, łączący muszkieterów z pikinierami.
Podstawową jednostką bojową była brygada licząca 3-4 tys. żołnierzy, która dzieliła się na 4 tercje ustawione w szachownicę. W każdej tercji zwarty czworobok pikinierów otaczały jeden lub dwa szeregi muszkieterów. Muszkieterzy prowadzili walkę ogniową na odległość, zaś pikinierzy atakowali wręcz lub odpierali ataki.